# Enrique Repullés Segarra
Enrique Repullés Segarra (Valladolid, 1848 - Madrid, 19 de noviembre de 1918) fue un arquitecto español. Fue profesor numerario de la Escuela de Arquitectura de Madrid, arquitecto del Ministerio de Instrucción Pública y Bellas Artes, culminando su carrera
profesional con el nombramiento de Arquitecto Mayor de Palacio y Reales Sitios. En julio de 1901 fue nombrado catedrático de Topografía y Geodesia.

## Obras

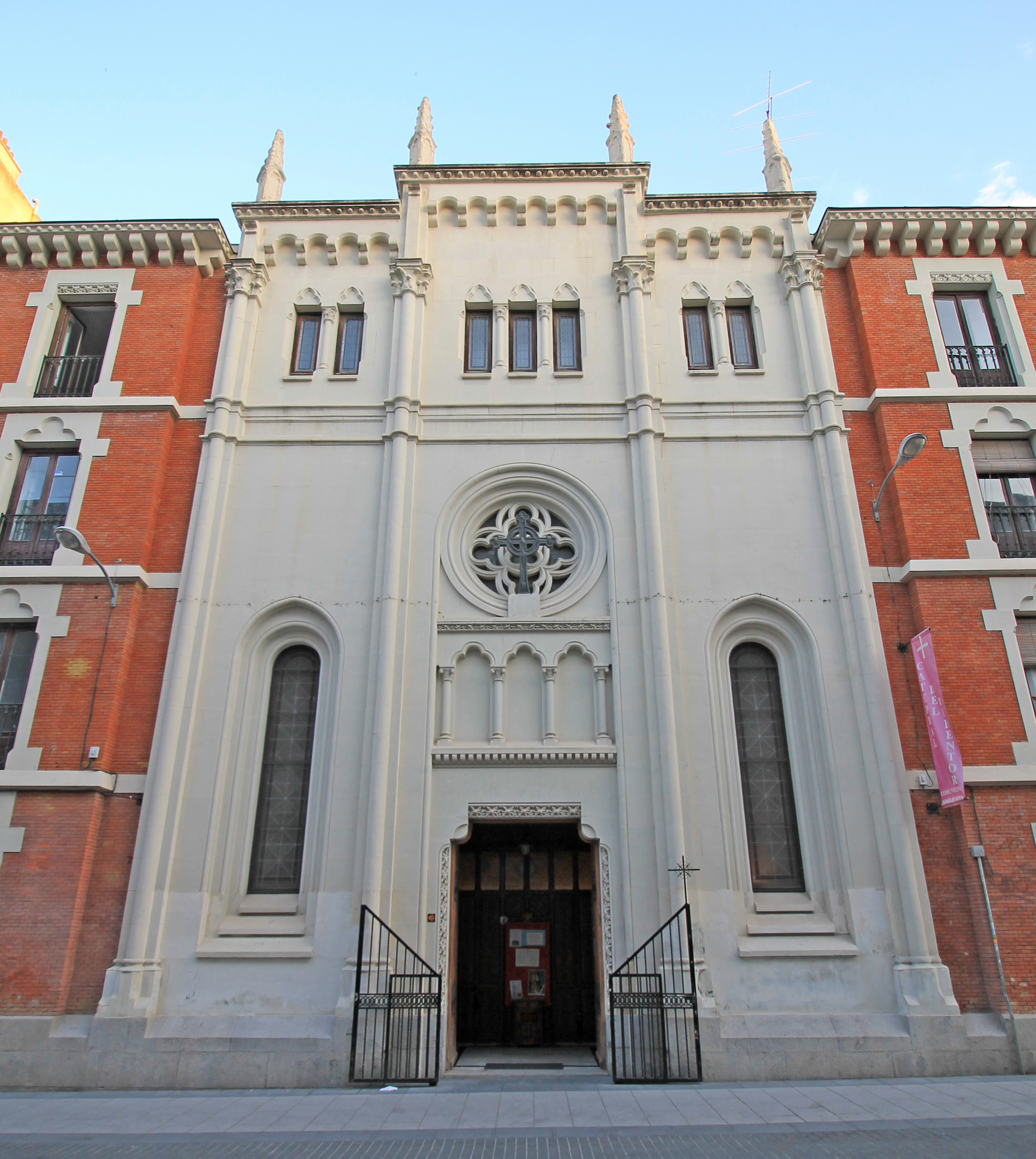
Catedral del Redentor, calle Beneficencia, 3 Madrid.

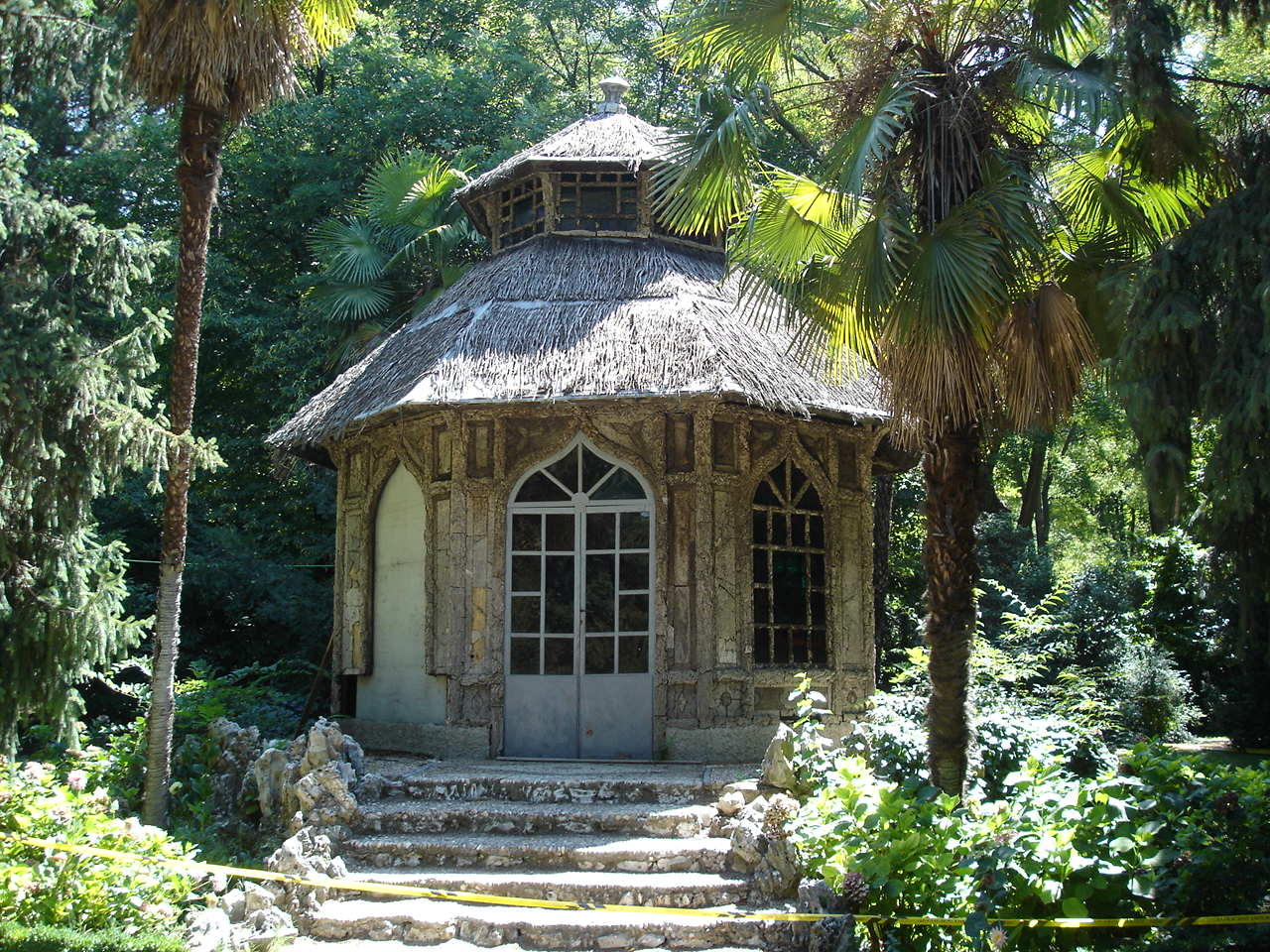
Chalet del corcho, Campo del Moro.

A continuación se listan sus obras y proyectos de manera cronológica, todas en la provincia de Madrid:
- Real Monasterio de Santa Isabel, segunda reforma, 1879-1883
- Segundo accésit ex aqueo para su proyecto titulado Mercurio del Edificio del Banco de España que presentó con José González-Carvajal Altés, 1883[5]
- Segundo premio para su proyecto titulado España del Palacio de la Bolsa de Madrid, 1884. Ganó el proyecto Enrique María Repullés.[6]
- Dirección de la obra del edificio de la Escuela de Ingenieros de Caminos y Puertos del Cerrillo de San Blas, 1886-1888[7]
- Reparación de bóvedas y cubiertas del Monasterio de Santa María de El Paular, 1887-1890[8]
- Puente de la Garrapata, Casa de Campo, 1888[9]
- Casas-palacio y Torre de Don Pedro de Luján, remodelación, 1894-1899[10]
- Asilo para párvulos y una iglesia aneja, dedicada a Santa Cristina en la Puerta del Ángel. Fue un encargo de la reina regente María Cristina de Habsburgo-Lorena, 1894[11]
- Chalet de la Reina y chalet del Corcho junto con el jardinero Ramón Oliva, Campo del Moro, 1898[12]
- Túnel de Bonaparte, encargado de las obras de reforma junto con el jardinero Ramón Oliva, 1898[13]
- Gran murallón de contención por los lados sur y oeste de la nueva Plaza de la Almudena, 1899-1905[14]
- Catedral del Redentor (sede de la Iglesia Española Reformada Episcopal), 1890[15]
- Palacio de Quintana, reforma, 1902[16]
- Obras de adaptación de parte del Palacio de las Artes y la Industria, Escuela de Ingenieros industriales, Museo de Ciencias Naturales y Junta para Ampliación de Estudios e Investigaciones Científicas, 1908[17]

## Publicaciones
- La verdad sobre el fallo del Jurado en la Exposición de Bellas Artes. Revista de la Arquitectura Nacional y Extranjera. Madrid, 30 de junio de 1881; año VIII; n.º 5 y 6; pp.61-62.